# Secret en flames
Secret en flames (títol original: Burning Secret) és una pel·lícula britanico-alemanya dirigida per Andrew Birkin a partir d'una novel·la de Stefan Zweig, Brennendes Geheimnis, i estrenada l'any 1989. Ha estat doblada al català 

## Argument
En una estada que fa acompanyat de la seva mare en un hotel de luxe per cuidar la seva asma, el jove Edmond, de 12 anys coneix el baró Alexander von Hauenstein, un home ric i fanfarró que sedueix fàcilment el noi, i arriben a ser molt amics. El baró el porta a provar el seu poderós cotxe, li explica les seves gestes guerreres i dona també al nen il·lusions que són de vegades cruels. Perquè finalment és la mare del noi qui esdevé ràpidament l'objecte de les seves atencions, cosa que aquest últim accepta malament. Sorprèn el baró abraçant la seva mare, aquesta és a punt de sucumbir als atacs d'Alexander quan Edmond trenca les intencions més aviat cíniques de l'home que manipula tothom. El noi fuig per trobar el seu pare que ha quedat a Viena, que en farà d'aquest secret que crema?.

## Repartiment
- Klaus Maria Brandauer: Baró Alexander von Hauenstein
- Faye Dunaway: la Sra. Sonya Tuchman
- David Eberts: Edmund Tuchman

## Premis
- Premi del jurat  jove del festival de Brussel·les el 1989.
- Premi especial del jurat  per David Eberts al Festival de Venècia el 1989.